# ガルーパ (潜水艦)

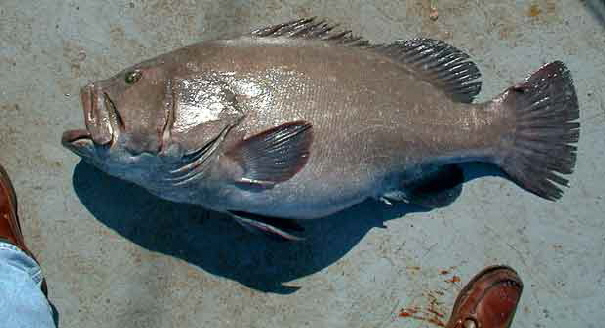
ミゾレハタ（無効学名Garrupa nigrita）

ガルーパ (USS Garrupa, SS-359) は、アメリカ海軍の潜水艦。バラオ級潜水艦の一隻。艦名はポルトガル語でハタ科の総称を指す。英名grouperの語源であり、単独生活をするハタの習性と矛盾する英名は、語源の音に由来する。香港やシンガポールなどでは中国料理特に広東料理の高級食材であるハタ科の各種石斑魚(広東語セッパーンユー)をガルーパと呼ぶ事も多い。
ガルーパはコネチカット州グロトンのエレクトリック・ボート社で起工したが、1944年7月29日に建造はキャンセルされた。